# Aleksander Mościcki
Aleksander Mościcki (ur. 10 czerwca 1898 w Tworkowicach, zm. 25 listopada 1980) – polski duchowny rzymskokatolicki, biskup pomocniczy łomżyński w latach 1952–1980.

## Życiorys
Urodził się 10 czerwca 1898 w Tworkowicach koło Ciechanowca. Nauki w zakresie szkoły średniej pobierał w Wilnie. Od 1918 studiował w wileńskim seminarium duchownym, a od 1921 także na Wydziale Teologicznym reaktywowanego Uniwersytetu Stefana Batorego. 6 czerwca 1925 został wyświęcony na prezbitera. W latach 1928–1932 odbył studia na Wydziale Prawno-Ekonomicznym Uniwersytetu Poznańskiego, które ukończył z magisterium z ekonomii społecznej i nauk politycznych. W 1932 uzyskał również magisterium z teologii na Uniwersytecie Stefana Batorego.
Po przyjęciu święceń kapłańskich przez dwa miesiące pracował jako wikariusz w parafii w Dobrzyniewie. W kurii wileńskiej zajmował stanowiska notariusza i sekretarza. Działał w organizacjach społecznych, m.in. w Chrześcijańskich Związkach Zawodowych i Chrześcijańskich Związkach Rzemieślniczych, był sekretarzem Instytutu Akcji Katolickiej oraz dyrektorem męskich stowarzyszeń katolickich. Po wybuchu II wojny światowej posługiwał duszpastersko w Wilnie. W marcu 1942 został aresztowany przez Niemców i do lipca 1942 był osadzony w więzieniu na Łukiszkach, skąd został przetransportowany do Wyłkowyszek. Od października 1942 przebywał w obozie ciężkiej pracy w Szałtupiu koło Kowna, z którego w lipcu 1944, w sytuacji zbliżającego się frontu radzieckiego, udało mu się zbiec i wrócić do Wilna.
Jesienią 1944 został mianowany prefektem reaktywowanego seminarium wileńskiego, w którym wykładał katolicką naukę społeczną i prawo publiczne Kościoła. Gdy w lutym 1945 seminarium zostało zamknięte przez litewskie władze sowieckie wraz z księżmi Janem Krassowskim i Aleksandrem Chodyką zorganizował uczelnię w Białymstoku, która rozpoczęła działalność w maju 1945. W 1946 został wicerektorem białostockiego seminarium. Do czasu przyjazdu z Wilna księdza Michała Sopoćki prowadził w nim wykłady również z jego przedmiotów – pedagogiki i katechetyki.
6 lutego 1952 papież Pius XII mianował go biskupem pomocniczym diecezji łomżyńskiej ze stolicą tytularną Doara. Sakrę biskupią otrzymał 25 lutego 1952 w Białymstoku. Konsekrował go Romuald Jałbrzykowski, arcybiskup metropolita wileński, w asyście Czesława Falkowskiego, biskupa diecezjalnego łomżyńskiego, i Ignacego Świrskiego, biskupa diecezjalnego siedleckiego. Na dewizę biskupią wybrał słowa „Nolite timere... Christus regnat”. Pełnił funkcję wikariusza generalnego. W 1952 został archidiakonem, a w 1965 dziekanem kapituły łomżyńskiej. Po śmierci biskupa Czesława Falkowskiego, od 25 sierpnia 1969 do 19 marca 1970, administrował diecezją jako wikariusz kapitulny. Brał udział w II sesji soboru watykańskiego II.
Był współkonsekratorem podczas sakr biskupa diecezjalnego włocławskiego Antoniego Pawłowskiego (1952) i biskupa diecezjalnego łomżyńskiego Mikołaja Sasinowskiego (1970).
Zmarł 25 listopada 1980. Został pochowany na cmentarzu przy ul. Kopernika w Łomży.

## Odznaczenia, upamiętnienie
Prezydent RP Ignacy Mościcki dwukrotnie, w 1936 i 1938, nadał mu Złoty Krzyż Zasługi.
W 2019 w kościele Trójcy Przenajświętszej w Ciechanowcu odsłonięto poświęconą mu tablicę pamiątkową.